# Zamek w Inowrocławiu
Zamek w Inowrocławiu – nieistniejący już zamek w Inowrocławiu na Kujawach zbudowany w XIV wieku i zniszczony przez Szwedów w czasie Potopu.

## Historia
Zamek znajdował się w północno-zachodnim narożniku miasta za obecnie istniejącym budynkiem poczty zbudowanej w XIX wieku. Warownia książęca była wzmiankowana w 1305 roku, jednak jej postać murowana powstała przypuszczalnie po 1343 roku, gdy Kujawy zostały odzyskane przez króla Kazimierza Wielkiego. Niekiedy przyjmuje się, że mury miejskie powstały w Inowrocławiu już przed rokiem 1320 oraz, że w tym samym czasie wzniesiono nowy zamek, który zastąpił gród położony w południowo-wschodniej części centrum dzisiejszego miasta. Możliwe jednak, że liczne wzmianki o zamku w źródłach z pierwszej połowy XIV wieku odnoszą się nie do murowanej warowni, a do pierwotnego kasztelańskiego i książęcego castrum. Tym samym nie da się wykluczyć, że zamek (i mury miejskie) choć tradycyjnie wiązane z książętami inowrocławskimi w całości wzniesione zostały dopiero po odzyskaniu Kujaw przez Kazimierza Wielkiego. Król ten bywał tu kilkakrotnie, w połowie XIV wieku. Warownia inowrocławska w latach 1378-1390 wraz z Bydgoszczą, Szarlejem, Złotorią i Gniewkowem została nadana przez króla Ludwika Andegaweńskiego w lenno księciu Władysławowi Opolczykowi w zamian za jego rezygnację z namiestnictwa na Rusi Halickiej. Zamek od 1390 do 1392 roku wraz z Bydgoszczą i Tucznem z woli Jagiełły należał do zięcia Władysława Opolczyka Wigunta-Aleksandra. Po powrocie pod władzę królewską zamek stał się  siedzibą starostów grodzkich, sądu grodzkiego i kancelarii grodzkiej, a w XV wieku również rezydencją użytkowaną w trakcie objazdów kraju przez Władysława Jagiełłę, który w latach 1393-1429 przebywał tu 21 razy. W roku 1431 zamek, broniony przez Tomasza, syna starosty Mikołaja Tumigrały, został zdobyty a następnie spalony przez Krzyżaków.
Zdaniem Jerzego Frycza w średniowieczu zamek w Inowrocławiu był założeniem na planie nieregularnego czworoboku, które od miasta oddzielał przekop oraz mur dochodzący do muru miejskiego. Brama zamkowa pomieszczona w budynku bramnym znajdowała się we wschodnim odcinku muru obronnego, a w zachodniej części zamku znajdował się trzy lub czterokondygnacyjna wieża mieszkalna.
Poza warownią wznosić się miały zabudowania, które powstały już w XV wieku i dały początek przyszłemu przygródkowi. Jak wykazały badania archeologiczne przygródek położony był na wschód od zamku i zajmował przestrzeń między zamkiem a klasztorem franciszkanów. Od strony zamku i miasta przygródek otaczała fosa, przez którą prowadził znany z badań terenowych, datowany na wiek XIV, drewniany most na palach. Na przygródku znajdował się budynek mieszczący m.in. piekarnię. Był on w części drewniany, a w części wzniesiony w konstrukcji szkieletowej z wypełnieniem glinianym i miał użytkowe (magazynowe) poddasze. W konstrukcji szkieletowej zbudowany był również piętrowy spichlerz. Ponadto na przygródku w pobliżu mostu wznosiła się ...baszta drzewiana, gliną obIepiona..... Całość sytuowano w narożniku umocnień miejskich, które w XV wieku rozbudowane zostały do dwóch linii muru obronnego.
Stan warowni u schyłku średniowiecza był zły, gdyż w 1510 roku odnotowano tu: zniszczone mury z budynkiem bramnym, fosę, pozostające w nie najlepszym stanie mury zamkowe, zniszczoną murowaną kamienicę wielką (magna lapidea), oraz inne zabudowania m.in. o charakterze gospodarczym (kuchnia i piekarnia), a także budynek stajni i młyn konny położone ...ante castrum....
W połowie XVI wieku do zamku prowadził murowany, jeszcze średniowieczny budynek bramny. Także w obrębie murów głównym budynkiem pozostawał nadal gotycki, czterokondygnacyjny dom zamkowy. Został on wyremontowany przez starostę Stanisława Latalskiego (starosta w latach 1557-1592), a prace te przeprowadzono pomiędzy latami 1557-1564. W ich ramach wyremontowano wnętrze głównego budynku, zakupiono nowe wyposażenie, podparto murowanymi przyporami jego południową ścianę i północno-zachodni narożnik. Kondygnacja piwniczna mieściła wówczas dwa pomieszczenia, pozostałe zaś podzielone były na trzy lokalności. Pomieszczenia na dwóch dolnych kondygnacjach miały charakter magazynów, ale jedno z nich określone jako taras pełniło być może funkcję izby więziennej. Wnętrza mieszkalne i reprezentacyjne znajdowały się na obu piętrach. Niższa kondygnacja byłą dostępna także z zewnątrz po schodach z dostawionej, szkieletowej ...w drewno murowanej... przybudówce. Wyżej prowadziły schody wydzielone w obrębie jednej z izb wieży. Budynek wieńczyła attyka – ...ochędożone po włosku brandmury..., w których wykonano ...okna dla strzelby.... Budynek ten mógł mieć formę wieży mieszkalnej, ale mogła to też być wielokondygnacyjna kamienica. Możliwe, że Stanisław Latalski wzniósł także, określony w opisie jako dom nowy, budynek dostawiony do północnego muru zamkowego. Był on parterowy, zaś wybudowano go w konstrukcji szkieletowej z wypełnieniem ceglanym. Najpewniej jednak zbudował go już Janusz Latalski (ojciec Stanisława) dzierżący starostwo w latach 1516-1557). On też głównie (lub Andrzej Kościelecki jego poprzednik w latach-1510-1515) przyczynił się do rozbudowy zabudowań gospodarczych zanotowanych na zamku w inwentarzu z roku 1510. W początkach drugiej połowy XVI wieku były to drewniane i szkieletowe, parterowe budynki zajmujące południową i północno-wschodnią partię zamku. Mury i fosy miejskie osłaniały też zamek od północy i zachodu. NA przygródku znajdował się dom kancelaryjski i kamienny lamus do chowania ksiąg grodzkich. W 1647 roku opisano, że zawaliły się do wnętrza wszystkie wnętrza głównego budynku zamkowego. Po zniszczeniu zamku przez Szwedów około 1657 roku, spalony zamek został opuszczony i popadł w ruinę. W 1765 roku zamek został opisany jako zrujnowany.
Na początku XIX wieku zrujnowany zamek został rozebrany przez Prusaków, którzy wykorzystali pochodzącą z niego cegłę do budowy w 1822 roku koszar kawalerii.
Nie jest znany wygląd zamku, ale na podstawie lustracji z 1564-1565 roku sądzić można, że zamek m.in. składał się z czterokondygnacyjnej wieży mieszkalnej, którą w XVI wieku zwieńczono attyką.